# Geografia di Antigua e Barbuda
Antigua e Barbuda è uno stato insulare composto da un arcipelago di 37 isole situato nell'arco orientale delle Isole Sopravento settentrionali delle Piccole Antille, che separa l'Oceano Atlantico dal Mare Caraibico. Le due isole principali, Antigua e Barbuda, si trovano circa a 650 km a sud-est di Porto Rico.

## Isole

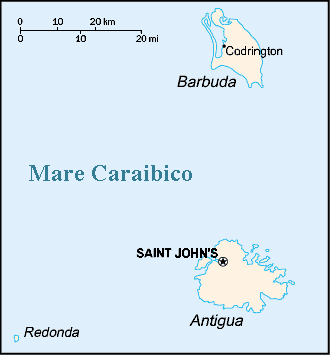
L'arcipelago di Antigua e Barbuda.

Le isole principali di Antigua e Barbuda sono 6:
- Antigua: l'isola più grande dell'intero arcipelago. Ha una superficie di 281 km² e vi risiedono circa 45.000 persone. Prevalentemente montuosa, ospita il Boggy Peak (400 m circa).
- Barbuda: la seconda isola più estesa dell'arcipelago. Ha una superficie di 161 km² e vi risiedono 1.500 persone circa. Non ha molti rilievi e l'altitudine massima è di 44 m.
- Green Island: piccola isola situata al largo della costa orientale di Antigua.
- Guiana Island: quarta isola più estesa dell'arcipelago, situata al largo della costa nord-est di Antigua. Ospita il daino, animale nazionale.
- Long Island: quinta isola più estesa di Antigua e Barbuda. Isola al largo della costa nord-est di Antigua.
- Redonda: isola molto piccola e disabitata. Si trova a 56,2 km a sud-ovest di Antigua.

Altre isole sono:
- Bird Island
- Bishop Island
- Blake Island
- Cinnamon Island
- Codrington Island
- Crump Island
- Dulcina Island
- Exchange Island
- Five Islands
- Great Bird Island
- Hale Gate Island
- Hawes Island
- Henry Island
- Johnson Island
- Kid Island
- Laviscounts Island
- Lobster Island
- Maid Island
- Moor Island
- Nanny Island
- Pelican Island
- Prickly Pear Island
- Rabbit Island
- Rat Island
- Red Head Island
- Sandy Island
- Smith Island
- The Sisters
- Vernon Island
- Wicked Will Island
- York Island

## Morfologia, idrografia e clima

### Rilievi
L'arcipelago è relativamente basso come altitudine. Il monte più alto si trova ad Antigua ed è chiamato Boggy Peak o Monte Obama (402 m), residuo di un cratere vulcanico imploso. Intorno alla vetta si sviluppano formazioni collinari di origine vulcanica. L'isola di Barbuda, invece, è pianeggiante e poco montuosa. L'altitudine massima è raggiunta dalla catena delle Highlands (44,5 m). Le altre isole variano come morfologia: alcune con rilievi molto alti e altre totalmente pianeggianti. Le coste sono bordate da alte scogliere.

### Idrografia
L'arcipelago non ha molti corsi d'acqua e quelli che ha sono molto brevi e dalla portata bassa a causa delle basse precipitazioni. Le isole sono bagnate a ovest dal Mar dei Caraibi ed a est dall'Oceano Atlantico. Ci sono molte lagune e paludi sulla costa, soprattutto su Barbuda. Le spiagge hanno un'estensione di 365 km.

### Clima
Le isole hanno un clima tropicale. Su di esse soffia il vento degli Alisei, abbastanza costante, con velocità che varia tra i 30 e 48 km/h. Ci sono poche precipitazioni, tuttavia, è proprio per le precipitazioni che i rilievi sono molto bassi a causa dell'erosione. Le precipitazioni si concentrano tra settembre e novembre mentre nel resto dell'anno sono scarse. Gli uragani colpiscono, in media, le isole una volta all'anno. La temperatura media è di 27 °C con un'escursione termica tra i 23 °C in inverno e i 30 °C durante l'estate e l'autunno. Il periodo più fresco è tra dicembre e febbraio. La bassa umidità di queste isole rende questo luogo uno tra i più temperati del mondo. La flora è a macchie, con una flora tropicale (acacia, mogano e cedro rosso). Il terreno su Antigua è molto fertile poiché formata da colate laviche. L'11% del territorio è occupato da foreste.

## Suddivisione amministrativa

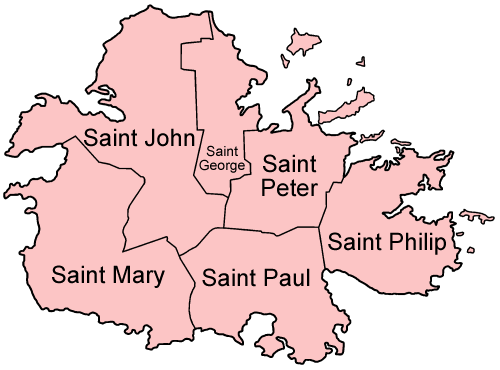
Suddivisioni di Antigua (6 parrocchie).

Il territorio è suddiviso in 6 parrocchie e 2 dipendenze.